# ウォーナンブール (掃海艇)
ウォーナンブール (HMAS Warrnambool) はオーストラリア海軍の掃海艇。バサースト級。
1940年11月13日起工。1941年5月8日進水。同年9月23日就役。
1942年2月19日、「ウォーナンブール」はダーウィンで日本軍の空襲にあうが、被害はなかった。その日、ダーウィン以外に2隻の船（「Don Isidro」、「Florence D」）も攻撃を受けて「Don Isidro」は座礁、「Florence D」は沈没した。「ウォーナンブール」は2月20日に「Don Isidro」の生存者73名を、2月23日に「Florence D」の生存者と墜落したカタリナの乗員を救助した。
7月、「ウォーナンブール」と「Southern Cross」はアルー諸島のDoboへ蘭印兵や物資を輸送した。「ウォーナンブール」は9月にはその生き残りを救出した。
8月7日、日本潜水艦「呂33」が「Mamutu」を沈めた。「ウォーナンブール」はその場所から風下にかけて捜索をおこなったが、残骸も生存者も発見できなかった。
9月23日に駆逐艦「ヴォイジャー」がティモール島で座礁し、その後全損となった。「ウォーナンブール」はティモール島へ向かい、掃海艇「Kalgoorlie」とともに「ヴォイジャー」乗員を収容した。
1943年4月27日、アメリカ船「Lydia M . Childs」が潜水艦に沈められた。「ウォーナンブール」は掃海艇「Deloraine」とともに同船の生存者を救助した。
6月、GP55船団を護衛。「LST469」と「Portmar」が被雷すると「ウォーナンブール」は「Kalgoorlie」とともに爆雷攻撃を行った。
1947年9月13日、グレートバリアリーフ水域で戦争中に機雷敷設艦「バンガリー」が敷設した機雷の除去に従事中、「ウォーナンブール」は触雷。1名が行方不明となった。また32名が負傷し、内3名は負傷が元でその後死亡した。強い潮流で機雷の方へ流されたため「ウォーナンブール」の曳航は断念され、その後「ウォーナンブール」は沈没した。
- 排水量：650トン
- 長さ：186フィート
- 幅：31フィート
- 吃水：8フィート6インチ
- 速力：15ノット
- 乗員：85名
- 兵装：4インチ砲1門、爆雷等